# 바하르 크즐
바하르 크즐(Bahar Kızıl, 1988년 10월 5일 ~ )은 독일의 싱어송라이터이다.